# Хиландејл
Хиландејл (енгл. Hillandale) насељено је место без административног статуса у америчкој савезној држави Мериленд.

## Демографија
По попису из 2010. године број становника је 6.043, што је 2.989 (97,9%) становника више него 2000. године.
| Група             | 2000.         | 2010.         |
| Белци             | 1.548 (50,7%) | 2.161 (35,8%) |
| Афроамериканци    | 781 (25,6%)   | 1.512 (25,0%) |
| Азијати           | 295 (9,7%)    | 649 (10,7%)   |
| Хиспаноамериканци | 348 (11,4%)   | 1.595 (26,4%) |
| Укупно            | 3.054         | 6.043         |